# Michele Mortellari
Michele Mortellari (Palermo, 1750 circa – Londra, 27 marzo 1807) è stato un compositore italiano.
Dopo aver studiato musica a Napoli con Niccolò Piccinni, debuttò come operista nel 1772 al Teatro della Pergola di Firenze con il dramma Didone abbandonata. In seguito nonostante venisse acclamato maggiormente come compositore d'opere serie, riuscì, tra il 1775 e il 1785, anche ad ottenere vari ingaggi per la messa in musica di libretti comici, soprattutto per i teatri veneziani (il suo primo lavoro in questo campo fu il dramma giocoso L'astuzie amorose). Dei suoi drammi seri rappresentati in questo periodo i più notevoli sono Antigona, Armida abbandonata (scritta su commissione dell'arciduca di Toscana) e la spettacolare opera Troia distrutta (messa in scena il 1º settembre 1778 nel Teatro alla Scala di Milano, edificato l'anno stesso della rappresentazione). Nel 1785 si stabilì a Londra, dove fu operativo come compositore e insegnante di canto. Ivi diede al King's Theatre il pasticcio Didone e una replica della sua Armida abbandonata. Durante gli anni '90 intraprese viaggi per l'Italia e per la Russia, dove rimase fino a giugno del 1799.
La musica di Mortellari fu definita da Charles Burney poco vigorosa e spiritata, ma allo stesso tempo elegante e piena di grazia; infatti le sue composizioni risultano essere molto melodiche e arricchite da effetti orchestrali. Egli amava usare i fiati liberamente, soprattutto nel cesure vocali e nei ritornelli.

## Lavori

### Opere
Sono note 22 opere di Mortellari; l'anno e la città si riferiscono alla prima rappresentazione.
- Didone abbandonata (opera seria, libretto di Pietro Metastasio, 1772, Firenze)
- Arsace (opera seria, libretto di Giovanni De Gamerra, 1775, Padova)
- L'astuzie amorose (dramma giocoso, libretto di Francesco Cerlone, 1775, Venezia)
- Armida (opera seria, libretto basato sul poema la Gerusalemme liberata di Torquato Tasso, Modena, 1776)
- Don Salterio Civetta (dramma giocoso, 1776, Venezia)
- Antigona (opera seria, libretto di Gaetano Roccaforte, 1776, Venezia) al Teatro San Benedetto con Giacomo David
- Il barone di Lago Nero (dramma giocoso, 1776, Venezia)
- La governante (intermezzo, 1777, Roma)
- Ezio (opera seria, libretto di Pietro Metastasio, 1777, Milano)
- Antigono (opera seria, libretto di Pietro Metastasio, 1778, Modena)
- Alessandro nell'Indie (opera seria, Pietro Metastasio, 1778, Siena)
- Troia (Troja) distrutta (opera seria, libretto di Mattia Verazi, 1778, Milano)
- Lucio Silla (opera seria, libretto di Giovanni De Gamerra, 1778, Teatro Regio di Torino diretta da Gaetano Pugnani)
- Il finto pazzo per amore (opera buffa, 1779, Venezia)
- Medonte (opera seria, libretto di Giovanni De Gamerra, 1780, Verona)
- I rivali ridicoli (dramma giocoso, libretto di Giovanni Bertati, 1780, Venezia)
- La muta per amore (dramma giocoso, libretto di Cerilo Orcomeno, 1781, Venezia)
- La fata benefica (dramma giocoso, 1783, Venezia)
- Semiramide (opera seria, libretto di Ferdinando Moretti, 1784, Milano)
- Armida abbandonata (opera seria, libretto basato sul poema la Gerusalemme liberata di Torquato Tasso, 1785, Firenze)
- L'infanta supposta (opera buffa, 1785, Modena)
- Angelica (opera seria, libretto di Gaetano Sertor, 1796, Padova)